# Badaling
Badaling (八达岭) är den mest besökta och bäst bevarade sektionen av den Kinesiska muren. Badaling ligger i Yanqing, 60 km nordväst om centrala Peking i Kina.  Badaling är även namnet på den köping som ligger precis norr om muren.
Badaling byggdes med början år 1505 under Mingdynastin som ett yttre skydd för den strategiska norra passagen mot Peking vid Juyongguan. Sektionen färdigställdes 1568 av generalen Qi Jiguang. Muren vid Badaling är ungefär 7 m hög och 5 m bred.
1956 beslutades att Badaling skulle renoveras, och öppnades efter renoveringen för turism 1957. Badaling var den första sektion av den Kinesiska muren som öppnades för allmänheten. Badaling renoverades även ytterligare på 1980-talet och inför de Olympiska sommarspelen 2008. Den sedan 1987 världsarvsskyddade sektionen av Badaling är drygt 7 km lång och inkluderar 36 vakttorn och två vårdkasetorn.
År 1987 blev kinesiska muren listad av Unesco som kulturellt världsarv, där Badaling tillsammans med Shanhaipasset i Hebei och Jiayupasset i Gansu specificerades speciellt.

## Galleri

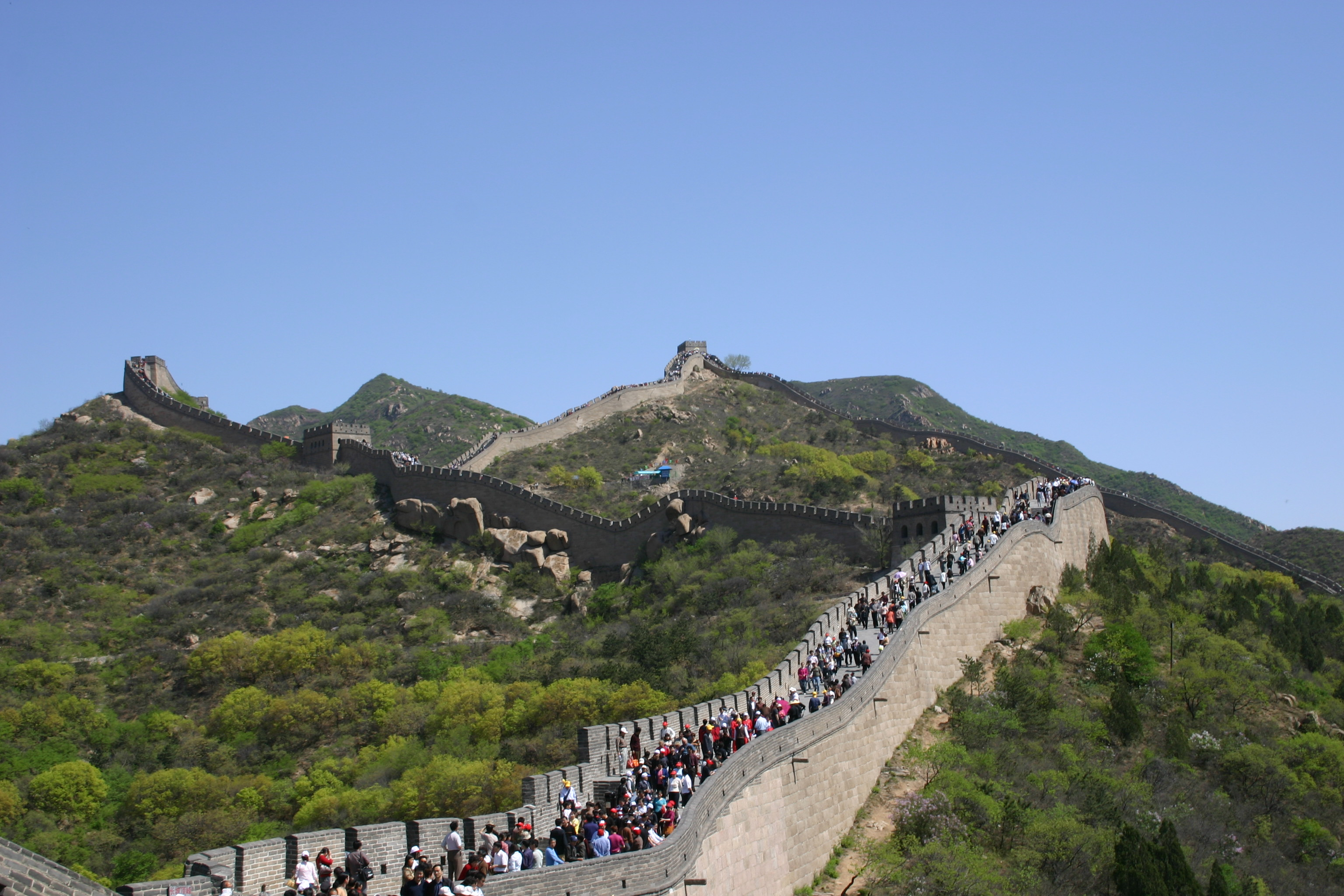
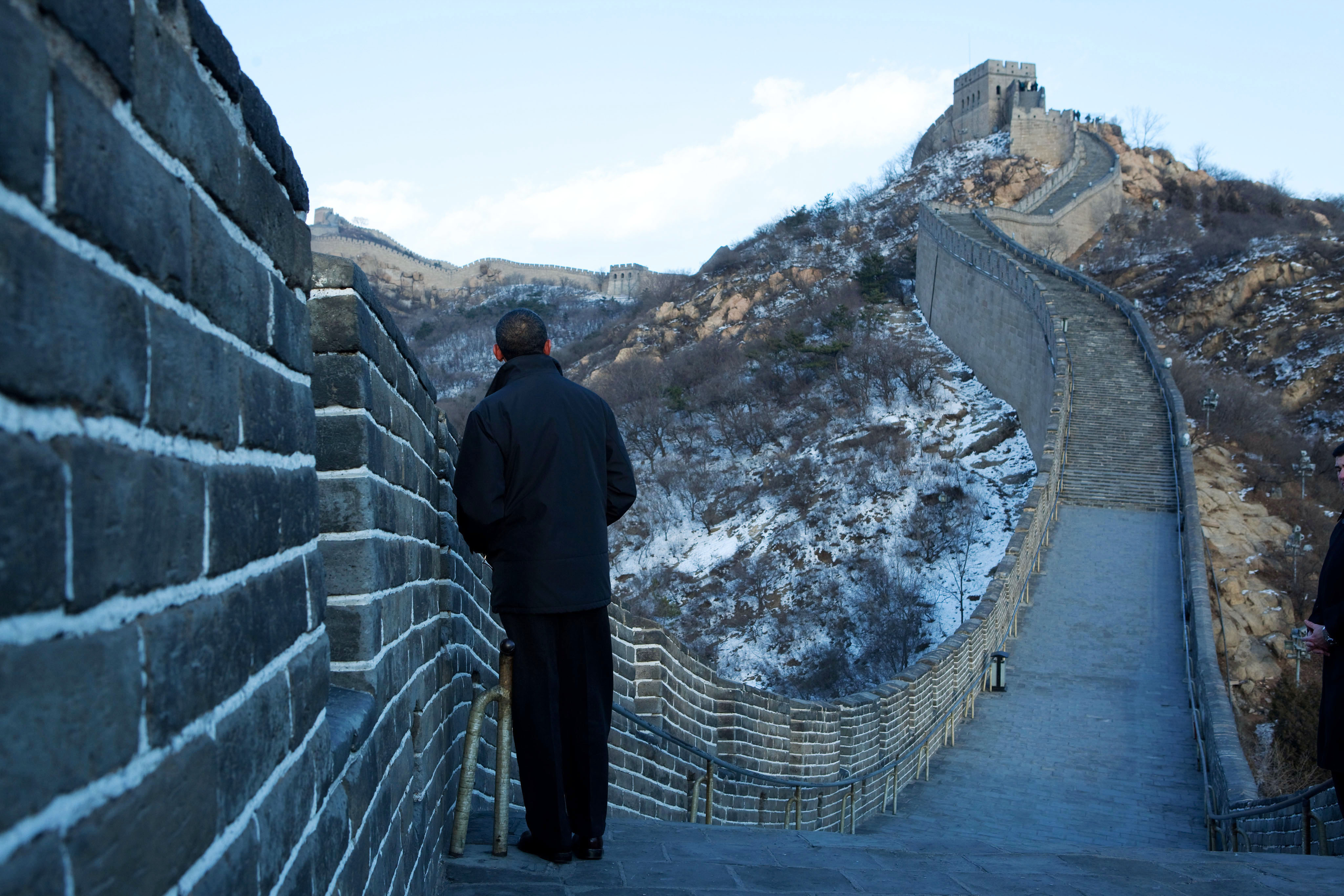
Barack Obama vid Badaling
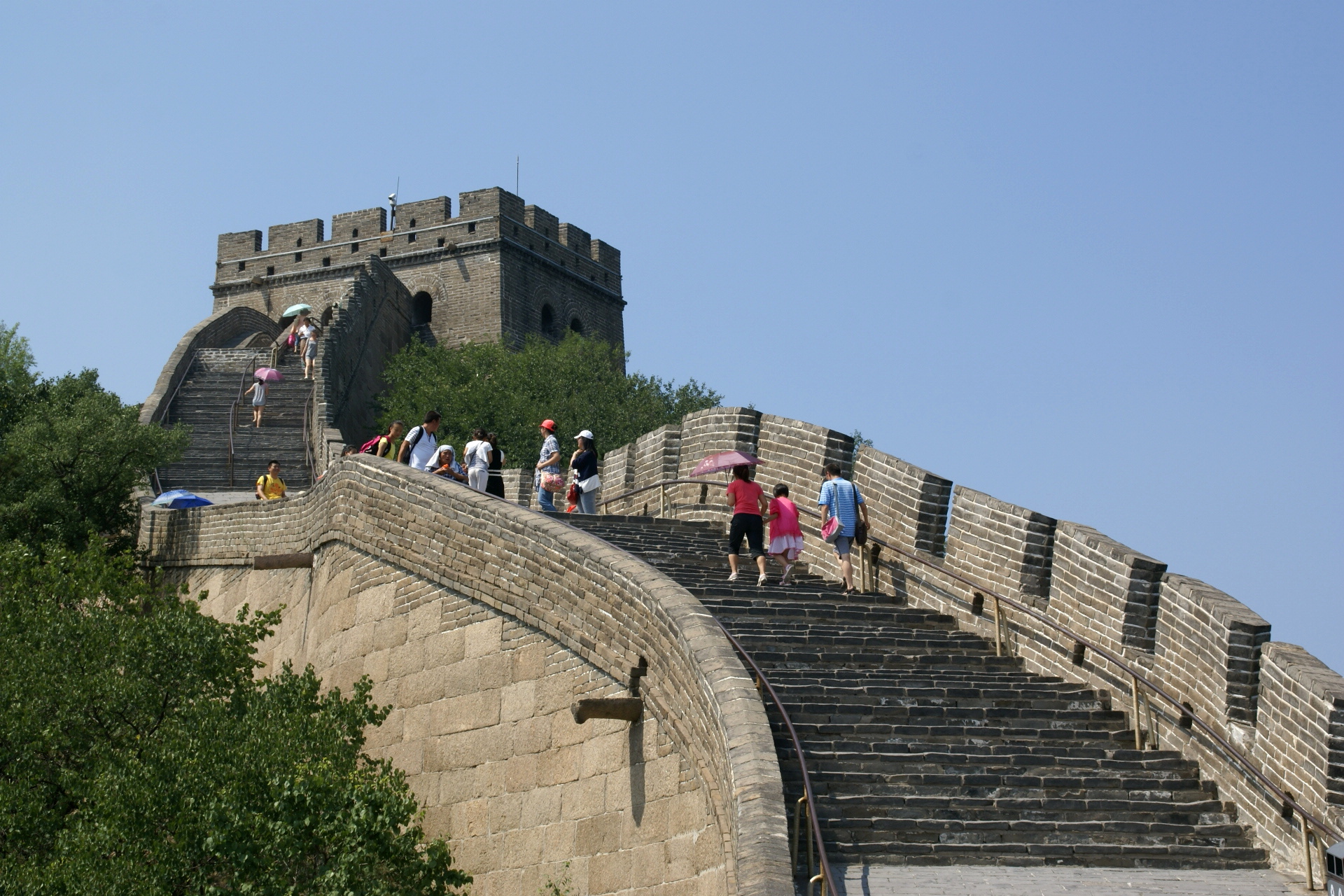
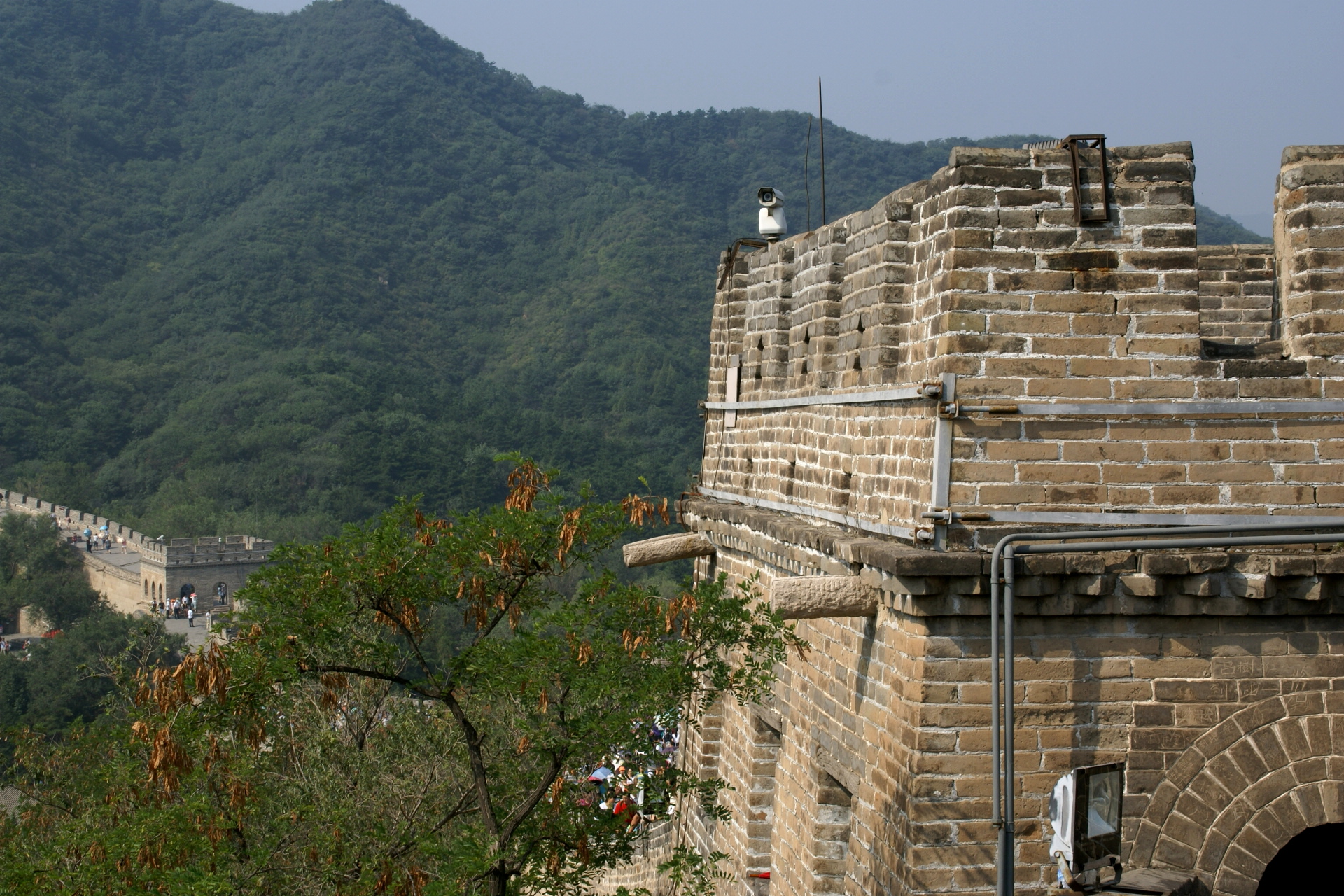